# Ningineer Stadium
Das Ningineer Stadium (jap. ニンジニアスタジアム), auch bekannt als Ehime Matsuyama Athletic Stadium oder Ehime Prefectural Sports Park Stadium, ist ein 1979 eröffnetes Mehrzweckstadion in der japanischen Stadt Matsuyama, Präfektur Ehime. Es ist die Heimspielstätte des Fußballvereins Ehime FC, der momentan in der J3 League, der dritthöchsten Liga des Landes, spielt. Das Stadion hat ein Fassungsvermögen von 21.400 Personen.
Nachdem die Ningineer Network Co., Ltd die Namensrechte erwarb, wurde das Stadion 2008 in Ningineer Stadium umbenannt.